# Nesiosphaerion caymanensis
Nesiosphaerion caymanensis är en skalbaggsart som först beskrevs av Fisher 1948.  Nesiosphaerion caymanensis ingår i släktet Nesiosphaerion och familjen långhorningar. Inga underarter finns listade i Catalogue of Life.